# 斎藤怘
斎藤 怘（さいとう まもる、1924年(大正13年)5月15日 - 2006年(平成18年)6月21日）は、日本の詩人。
朝鮮の京城府（ソウル特別市）生まれ。20歳で単身引揚げ帰国。1949年『詩学』に詩を発表。「零度」、「現代詩評論」を経て、「彼方」を20年間発行。「東京詩学の会」「詩と思想研究会」常任講師、「詩学」「詩と思想」投稿作品選者、日本現代詩人会理事長、現代詩人賞選考委員、H氏賞選考委員長。「詩と思想」編集参与。

## 詩集
- 『葬列 詩集』彼方詩社、1969
- 『後生車 詩集』無限、1974
- 『石墨草筆 詩集』国文社、1977
- 『影ふみ 詩集』詩学社、1981
- 『暗い海 詩集』詩学社、1984
- 『斎藤怘詩集』土曜美術社 日本現代詩文庫、1987
- 『漢江の青い空 詩集』土曜美術社出版販売、2000
- 『植民地と祖国分断を生きた詩人たち』土曜美術社出版販売、2002 「新」詩論・エッセー文庫
- 『生理的抒情試論』土曜美術社出版販売、2003 「新」詩論・エッセー文庫
- 『夕映えの定期便 詩集』土曜美術社出版販売、2004
- 『詩と自我像』土曜美術社出版販売、2005 「新」詩論・エッセー文庫
- 『齋藤怘詩全集』土曜美術社出版販売、2007

編纂
- 『崔華國詩全集』共編 土曜美術社出版販売、1998

## 参考
- 『文藝年鑑』2007年
- ISBN 978-4-8120-1346-5